# Лєтнєозерський (аеродром)
Летнеозерський (рос. Летнеозёрский) або Обозёрський — колишній військовий аеродром, розташований неподалік однойменного села в Архангельській області, Росія.

## Історія
У 1980-х роках тут базувався 524-й винищувальний авіаційний полк із 27 літаками-винищувачами МіГ-25.    Аеродром має дві основні зони стоянок, що містять понад 15 літаків кожна. База забезпечувала протиповітряне прикриття повітряного простору навколо Архангельська і космодрому Плесецьк, підпорядковувалася Архангельському району ППО.